# Bislere, Kadur
Bislere là một làng thuộc tehsil Kadur, huyện Chikmagalur, bang Karnataka, Ấn Độ.